# О’Нил, Артуро
Артуро О’Нил де Тирон-и-О’Келли (исп. Arturo O'Neill y O'Kelly, англ. Arturo O'Neill de Tyrone y O'Kelly; 8 января 1736 — 9 декабря 1814) — испанский полковник ирландского происхождения, служивший испанской короне в качестве губернатора Западной Флориды и Юкатана в Новой Испании. Он происходил из рода, занимавшего видные европейские должности и титулы, по крайней мере с XII века.

## Ранние годы и военная карьера
Артуро (Артур) О’Нил родился в Дублине, Ирландия (хотя его предки были из графства Тирон, ныне в Северной Ирландии), 8 января 1736 года. Он был третьим из пяти детей Генри О’Нила и Анны О’Келли. Одним из его братьев был подполковник Нил О’Нил (позже Николас О’Нил-и-О’Келли). Его семья потеряла свои земли в Ирландии, что вынудило их эмигрировать. Родители увезли Артуро и его братьев в Испанию. В 1752 году Артуро О’Нил вступил в ирландский полк в Испании в качестве кадета под командованием своего двоюродного брата, командира полка Хосе Камерфорда.
В следующем 1753 году Артуро О’Нил был переведен в полк Гиберния, к которому он принадлежал в течение следующих 28 лет своей военной карьеры. Кроме того, он был младшим лейтенантом в течение девяти лет, и он достиг чинов генерал-лейтенанта и фельдмаршала. Он участвовал в португальской кампании 1762 года. Позднее Артуро служил в гарнизоне крепости Оран в Алжире, а в 1775 году участвовал в военной кампании в Алжире. Он также участвовал в военной кампании против Бразилии, которая способствовала захвату форта Санта-Крус, острова Санта-Каталина, где он служил губернатором до конца войны.
Его военные навыки позволили ему получить повышение до помощника майора полка Гибернии в 1764 году. Кроме того, в 1773 году, во время службы в Памплоне, Испания, Артуро О’Нил получил звание капитана полка . Артуро О’Нил был произведен в полковники полка после того, как с отличием отбыл против англичан при осаде Пенсаколы в марте 1781 года.

### Губернатор Западной Флориды
По окончании войн 9 мая 1781 года он был назначен губернатором испанской Западной Флориды на службе Новой Испании, проявив себя как эффективный дипломат и способный администратор. Позднее он стал членом Высшего Военного совета и генерал-лейтенантом союзников против Наполеона, заменив в Совете губернатора Мигеля де Узтарайза.
В конце мая или начале июня 1784 года Артур О’Нил принял участие в конференции криков, в ходе которой Испания и крики подписали договор о дружбе. Кроме того, крики, чикасо и чероки обратились за помощью к Артуро О’Нилу, чтобы защититься от американского вторжения, поэтому испанский военный комендант и губернатор послали подкрепление в районы проживания этих народов. В 1786 году МакГилливрей сообщил О’Нилу, что американцы пытаются подружиться с криками. Поэтому, опасаясь, что альянс может нанести ущерб Западной Флориде, испанские официальные лица заключили еще один договор с коренными американцами в форте Мобил (в то время Западная Флорида простиралась до самой Миссисипи, исключая Новый Орлеан).
В конце 1787 года Артуро О’Нил, основываясь на том факте, что он правил Флоридой в течение шести лет (когда пять было обычным), спросил испанскую корону, может ли он получить чин бригадира и быть назначен губернатором Пуэрто-Рико или на аналогичную должность. Он не получил запрошенного перевода.
В 1788 году здоровье Артуро О’Нила пошатнулось, и он попросил о временном отпуске, чтобы поправиться. Испанская корона приняла и заменила О’Нила на посту временного губернатора Франсиско Круза, бывшего вице-губернатора Сент-Луиса. Кроме того, в 1789 году Артуро О’Нил был произведен в бригадные генералы.
Когда Артуро О’Нил вернулся в Пенсаколу в следующем году, он организовал третий батальон полка луизианской пехоты, чтобы укрепить свои военные позиции. 10 марта 1792 года Артуро получил титул маркиза дель Норте (Маркизом Севера).
Чтобы защитить Флориду и помочь испанским колониальным властям, он рекомендовал создать по меньшей мере шесть индейских рот, сформированных по 100 солдат в каждой. Наряду с индейцами, метисы также принадлежали к этим ротам. Артуро О’Нил хотел увеличить число метисов, предлагая заключить брак между испанцами и коренными американцами, поскольку считал, что метисы поддерживают более дружественные отношения с белыми. Для этого он планировал послать миссионера в индейские деревни и поощрять смешение между христианами-индейцами и испанцами. Кроме того, он считал метисов важной группой в военном и экономическом отношении.
Артуро О’Нил покинул пост губернатора Западной Флориды в ноябре 1792 года, и его сменил Карлос Говард.

### Губернатор Юкатана и последние годы
13 декабря 1792 года Артуро О’Нил был назначен губернатором и генерал-капитаном Юкатана, интендантом де Табаско и Ла-Лагуна-де-Терминос. 20 января 1793 года должность губернатора была расширена. Во время своего правления он принял срочные меры по предотвращению распространения бешенства, которое стало представлять угрозу для здоровья населения Юкатана. Он расширил набор учителей для школ, а также должен был бороться с контрабандой, которая осуществлялась со всей провинции Куба и островов Карибского моря.
Он столкнулся с преследованиями английских пиратов в Валиксе (Белиз), где он возглавил неудачную экспедицию, в результате которой возникла идея, что Великобритания завоевала восточные территории полуострова. Он осуществил захват судна La Bella Jane в Сан-Франциско-де-Кампече. Артуро О’Нил написал книгу под названием «Описание, население и перепись провинции Юкатан в Новой Испании в 1795 году», которая так и не была напечатана.
Артуро О’Нил занимал пост губернатора Юкатана до 19 октября 1800 года, когда передал полномочия Бенито Пересу Вальделомару. Вернувшись в Мадрид, он был назначен министром Королевского и Верховного военного совета. Его последняя должность была в качестве солдата в армии Испании против Наполеона.
Артуро О’Нил умер в Мадриде 9 декабря 1814 года, он был похоронен в нише на кладбище Пуэрта-де-лос-Посос. Он был холост и не имел детей.